# Насыров, Азиз Насырович
Азиз Насирович Насыров (узб. Aziz Nosirovich Nosirov; род. в Ташкенте, Узбекская ССР, СССР) — узбекский государственный деятель. Занимал должности: 1-го секретаря ЦК ЛКСМ УзССР (1987-1991 год), хокима Самарканда (1993-1999 год), президента Национального Олимпийского комитета Узбекистана (с 25 февраля 2003 года до 2005).

## Биография
Сотрудник аппарата президента Узбекистана. Депутат однопалатного Олий Мажлиса Республики Узбекистан II созыва от Сиабского округа Самаркандской области. Долгие годы возглавлял молодежное движение Узбекистана.  С 12 февраля 2019 года-начальник Управления сотрудничества со странами Восточной, Юго-Восточной Азии и Океании.